# 軋壓均質裝甲
軋壓均質裝甲（英文：Rolled Homogeneous Armor；德文：gewalzte homogene Panzerung），縮寫成「RHA」，又簡稱為均質裝甲是為鋼板之理論基礎象徵，RHA做為一種基數，用於對照軍事裝甲車之效能。

## 變革
直至第二次世界大戰結束，大部份坦克的裝甲形式以及其它裝甲車輛均覆蓋著鋼板。若要增加車輛的防護，即意味著要增加更厚的鋼板，而厚重的裝甲相對的也減低了其機動性。從那時以來，一些形式的裝甲開始發展出混入一些空氣、陶瓷或是貧鈾（depleted uranium，簡稱DU）於鋼質之中。在現代化武器攻擊下，更大的撞擊力量與更高的溫度切割衝擊，傳統的軋壓均質裝甲已不敷使用，遂由更高等級的裝甲取代，而測量單位也跟著有所改變。
更新的裝甲估量數被稱做「等效軋壓均質裝甲（Rolled Homogeneous Armor equivalency，簡稱RHAe），其做為一種粗略估計的單位，或是被炮彈穿透的能力，或是其裝甲形式的保護能力，這些不一定是使用鋼材。但是，因為各裝甲間形式、質量、金屬以及分工組裝等不同，RHAe是否能有效的比對不同形式裝甲，仍有許多爭議性。

## 規格
當前美國陸軍所使用，RHA鋼板產品有軍用標準MIL-A 12560，而最新標準則使用有MIL-A 46100。這些非常相似，但實際上在美國鋼鐵協會的鋼板等級中，不同於標準高強度鋼材合金4340，雖然其械製造與合金非常的相似。

## 註解
1. ↑  . Ballistic Edge Research Laboratory Pty. Ltd. 1990  [2013-11-02]. （原始内容存档于2020-07-03）.
2. ↑  http://www.intlsteel.com/PDFs/armor.pdf, accessed Sept 21, 2006 的存檔，存档日期2006-03-20.
3. ↑   (PDF) (新闻稿). dtic.mil ( DOD , USA).   [2013-11-02]. （原始内容 (pdf)存档于2017-04-29）.
4. ↑  . Ballistic Edge Research Laboratory Pty. Ltd. 1986  [2013-11-02]. （原始内容存档于2020-07-03）.
5. ↑  http://www.eng-tips.com/viewthread.cfm?qid=159941&page=6 （页面存档备份，存于）, accessed Sept 21, 2006

## 外部連結
- Bibliography of Tank Armor
- (PDF). Coatsville, Penn.: ISG Plate (International Steel Group). September 2003  [July 3, 2010]. （原始内容 (PDF)存档于2006-03-20）. Internet Archive Wayback Machine link change on May 10, 2009.  Contains alloy compositions of military specification armor steels.